# Mieke Havik
Mieke Havik (* 18. Januar 1957 in Volendam) ist eine ehemalige niederländische Radrennfahrerin. Sie war 1984 die erste Sportlerin, die bei der ersten Austragung der Grande Boucle Féminine das Gelbe Trikot errang.

## Sportliche Laufbahn
Mieke Havik war von den 1970er Jahren bis 1987 als Radrennfahrerin aktiv. Zweimal wurde sie niederländische Meisterin im Omnium auf der Bahn und in ihrem letzten aktiven Jahr niederländische Straßenmeisterin. Im Laufe ihrer Karriere errang sie 98 Siege.
1984 startete Havik bei der ersten Austragung der Grande Boucle Féminine. Sie gewann die erste Etappe und war folglich die erste Trägerin des Gelben Führungstrikots bei dieser Rundfahrt. 1983 stellte sie im Rotterdamer Ahoy einen Weltrekord über 100 Kilometer auf, die sie in 2 Stunden, 31 Minuten und 30 Sekunden bewältigte.
Am 6. Februar 1987 nahm Mieke Havik auf der Radrennbahn im Wiener Ferry-Dusika-Hallenstadion den Stundenweltrekord in Angriff, wurde aber von ihren Betreuern nach der Hälfte der Strecke von der Bahn geholt; Beobachter sprachen von einem „Drama“. Dem Rekordversuch vorausgegangen waren Konflikte zwischen ihren Betreuern, zudem sollen die Mechaniker ohne ihr Wissen eine größere Übersetzung aufmontiert haben, so dass sie nicht in ihren Rhythmus kam. Havik: „De intensieve voorbereiding had te veel van me gevraagd. Ik was over een grens heen gegaan, opgebrand. De burn out heeft me duidelijk gemaakt dat je er niet komt met wilskracht alleen. Ik heb het seizoen nog afgemaakt. Daarna ben ik abrupt gestopt.“ („Mit der intensiven Vorbereitung dafür hatte ich mich überfordert. Ich war über eine Grenze gegangen, ausgebrannt. Dieser Burn-Out hat mir klargemacht, dass es nicht allein auf Willenskraft ankommt.“) Im selben Jahr beendete sie ihre aktive Radsportlaufbahn, nachdem sie allerdings noch niederländische Straßenmeisterin geworden war.
Während der letzten Jahre als Radrennfahrerin hatte Havik mit Rückenschmerzen zu kämpfen. Durch ihren Physiotherapeut kam sie mit der Haptotherapie in Berührung, einer in den Niederlanden entwickelten Schmerztherapie. Sie machte selbst eine Ausbildung in dieser Heilbehandlung und eröffnete eine eigene Praxis in Heeze.

## Erfolge
1982
- Niederländische Meisterin – Omnium

1983
- Niederländische Meisterin – Omnium

1984
- vier Etappen Grande Boucle Féminine

1987
- Niederländische Meisterin – Straßenrennen

## Teams
- 1981–1982 Shimano-Wolber
- 1985 Dextro-Roter